# Aloe challisii
Aloe challisii ist eine Pflanzenart der Gattung der Aloen in der Unterfamilie der Affodillgewächse (Asphodeloideae). Das Artepitheton challisii ehrt den Aloe- und Sukkulentenliebhaber Chris Challis, der die Art entdeckte.

## Beschreibung

### Vegetative Merkmale
Aloe challisii wächst kurz stammbildend, verzweigt im Untergrund und bildet kleine dichte Gruppen mit einem Durchmesser von bis zu 20 Zentimeter. Die Wurzeln sind fleischig, die Stämme hängend. Die fleischigen, schlaffen und herabhängenden, linealischen Laubblätter bilden Rosetten. Die bläulichgrüne, gestreifte Blattspreite ist 10 bis 20 Zentimeter (selten bis zu 25 Zentimeter) lang und 0,8 bis 1 Zentimeter (selten bis zu 2 Zentimeter) breit. An ihrer Basis ist sie purpurn-grün und weiß gefleckt. Die weißen Zähne am knorpeligen Blattrand sind 0,4 bis 1 Millimeter lang und stehen 1 bis 3 Millimeter voneinander entfernt. An der Spitze befinden sich fünf bis sechs Zähne.

### Blütenstände und Blüten
Der einfache Blütenstand erreicht eine Länge von 14 bis 16 Zentimeter. Die fast kopfigen Trauben sind 4 bis 4,5 Zentimeter lang und bestehen aus bis zu 15 Blüten. Die deltoid-zugespitzten Brakteen weisen eine Länge von 8 bis 9 Millimeter auf und sind 4 Millimeter breit. Die leuchtend orangeroten, gelb bis grün gespitzten Blüten stehen an 10 bis 15 Millimeter langen, orangefarbenen Blütenstielen. Die Blüten sind 25 Millimeter lang. Auf Höhe des Fruchtknotens weisen die Blüten einen Durchmesser von 7 Millimeter auf. Ihre äußeren Perigonblätter sind nicht miteinander verwachsen. Die Staubblätter und der Griffel ragen nicht aus der Blüte heraus.

## Systematik und Verbreitung
Aloe challisii ist in der südafrikanischen Provinz Mpumalanga auf südostwärts gerichteten Quarzitsandsteinklippen in Höhen von 1700 bis 1800 Metern verbreitet. Die Art ist nur aus dem Gebiet des Typusfundortes bekannt.
Die Erstbeschreibung durch Ernst Jacobus van Jaarsveld und Abraham Erasmus van Wyk wurde 2006 veröffentlicht.

## Nachweise